# Hadena camerunicola
Hadena camerunicola är en fjärilsart som beskrevs av Embrik Strand 1915. Hadena camerunicola ingår i släktet Hadena och familjen nattflyn. Inga underarter finns listade i Catalogue of Life.